# Vol 1862 d'El Al
El Vol 1862 d'El Al va ser un accident aeri que va tenir lloc el 4 d'octubre de 1992 a Amsterdam, Països Baixos. Un avió de càrrega Boeing 747 de la companyia El Al, procedent de Nova York, va realitzar una escala a l'aeroport d'Amsterdam-Schiphol per carregar combustible en els seus dipòsits i realitzar diverses operacions a terra. Després d'aquesta parada tècnica, es va programar el seu vol per continuar el seu viatge fins a Tel-Aviv, però uns minuts després d'envolar-se, va perdre els dos motors de l'ala dreta, tornant-se incontrolable i estavellant-se en un veïnat d'Amsterdam nomenat Bijlmermeer. Per aquesta raó, l'accident és també conegut com el Desastre de Bijlmer.

## Resum dels fets
El 4 d'octubre de 1992 un avió de càrrega Boeing 747-258F amb matrícula 4X-AXG realitzava un vol des de Nova York fins Tel-Aviv amb escala a l'aeroport Schiphol de Amsterdam. Durant el viatge entre Nova York i Amsterdam, es van detectar almenys tres incidents: fluctuacions a la velocitat marcada pel pilot automàtic, problemes amb la ràdio d'ona curta i fluctuacions al voltatge del motor número 3. Finalment va aterrar a Schiphol a les 2:31 pm hora local. En terra, l'avió va ser proveït de gasolina, es van resoldre temporalment els incidents d'acord amb el manual i a més a més es van carregar nous paquets.

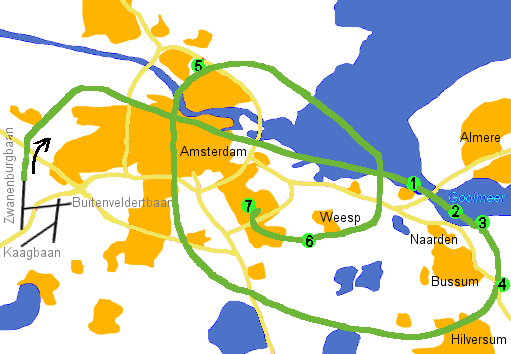
Seqüència dels fets :
1. Els motors 3 i 4 es desprenen de l'ala.
2. Lloc en què van impactar els motors.
3. Primer senyal de mayday realitzat per la tripulació.
4. El pilot comunica foc al motor.
5. El pilot comunica problemes amb els flaps.
6. L'avió es torna incontrolable.
7. Lloc d'impacte de l'avió.

L'avió, amb hora prevista per a enlairament a les 5:30 pm, finalment no va deixar pista fins a les 6:22 pm. Tot seguit es va enfilar en la ruta adequada guanyant alçada. Després d'haver realitzat un gir, quan sobrevolava el llac Gooimeer guanyant alçada a 6500 peus, es va sentir des de l'interior de la cabina un gran soroll sord. El motor número 3, situat en l'ala dreta, s'havia separat de l'avió fent malbé els dispositius hipersustentadors i copejant al motor número 4, que també es va desprendre. El capità va enviar un avís de mayday a l'aeroport indicant que no tenien potència als motors número 3 i 4 -no sabien que els mencionats motors s'havien desprès perquè no tenien visibilitat de l'ala-.
La tripulació va decidir efectuar un aterratge d'emergència, per al que va demanar la pista número 27 de l'aeroport. Les condicions meteorològiques a la mencionada pista indicaven que l'avió tindria el vent en cua, és a dir, que l'entraria per darrere, dificultant la maniobra. Per a l'aproximació, es van realitzar dos cercles de descens. Al segon, el capità de l'avió mana estendre els dispositius hipersustentadors de l'aeronau, però tant els hipersustentadors de sortida (flaps), com els de la vora d'atac slats) de l'ala dreta no funcionaven perquè havien estat danyats durant el despreniment dels motors. Amb aquesta configuració a mesura que anaven perdent velocitat, a causa de l'efecte asimètric dels flaps, s'incrementava la diferència de sustentació que proporcionava l'ala esquerra enfront de la dreta. Això feia que l'avió tingués tendència cap a la dreta, efecte que va ser més acusat perquè, per mantenir la velocitat de l'aeronau, es va subministrar més potència als motors 1 i 2, mentre que els efectes de la tripulació per contrarestar-ho es veien demancats perquè els alerons drets es trobaven inoperants. L'avió va continuar guerxant-se fins a assolir els 90° respecte de l'horitzontal, moment crític en que el primer oficial de bord va enviar un missatge al ATC de què estaven caient. Finalment, a les 6:35 pm hora local, el Boeing 747 va impactar directament sobre un bloc de cases a Bijlmermeer, un barri d'Amsterdam, matant 39 residents, els 3 membres de la tripulació i l'únic passatger del vol.

## L'avió
- Avió: Boeing 747-258F
- Fabricant: Boeing Company
- Any de construcció: 1979
- Envergadura: 59,64 m
- Longitud: 70,66 m
- lt: 19,33 m
- Velocitat de creuer: 907 km/h
- Velocitat màxima: 981 km/h
- Sostre de vol: 13 715 m
- Abast: 12 778 km
- Motors: 4 Pratt & Whitney JT9D-7 J
- Càrrega al moment de l'accident: 112 490 kg

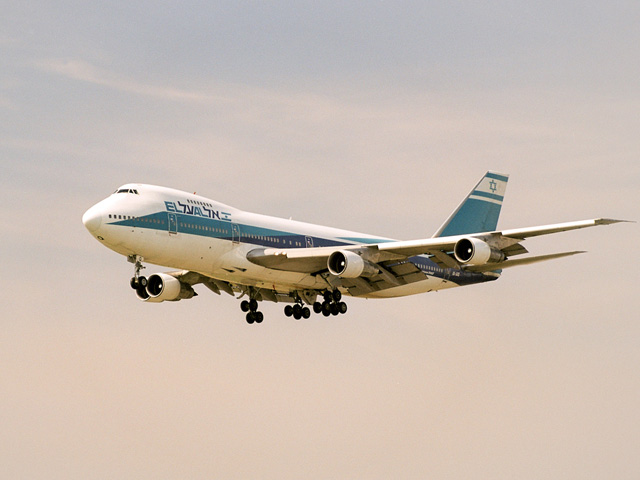
Boeing 747 similar a l'accidentat.

- Hores de vol acumulades: 45 746 hores
- Cicles de vol acumulats:10 107 cicles

L'avió havia superat correctament totes les revisions exigides i havia incorporat a temps totes les Directives d'Aeronavegabilitat (ADs) vigents. D'altra banda, el pylon número 3 havia estat revisat el 17 de juny de 1992, i des d'aleshores acumulava 257 cicles de vol.

## La càrrega de l'avió
Encara que al principi es va afirmar que la càrrega de l'avió eren flors i vegetals, realment l'avió transportava divers armament relacionat amb els acords militars que mantenen els Governs dels Estats Units i l'israelià. Entre altres coses portava explosius, munició i peces de recanvi per a míssils AIM-9. Però a més a més, transportava materials altament perillosos, com urani empobrit i dimetil metilfosfonat. El dimetil metilfosfonat no està classificat com a tòxic, però produeix danys en ésser inhalat, begut o absorbit per la pell; és un component que pot ser utilitzat per fabricar gas sarín. Aquest gas seria rebut pel Institut Israelià de Recerca Biològica importat amb llicència del Departament de comerç dels Estats Units. El Govern israelià va negar a cada moment que la càrrega fos perillosa, ja que va al·legar que aquests materials serien utilitzats principalment per realitzar assaigs en el desenvolupament de filtres defensius enfront d'amenaces químiques.
Les dades sobre la càrrega real de l'avió no van ser anunciats oficialment fins al 1998, posant en perill la vida dels equips de rescat en el moment de l'accident. Tanmateix, les autoritats holandeses van confirmar que ells sí que estaven al corrent de la càrrega real que es transportava.

## Dades sobre la tripulació
La tripulació constava de tres persones: el capità, el primer oficial i l'enginyer de vol. Tots tenien una àmplia experiència en el seu camp.

### Capità
- Nom: Yitzhak Fuchs
- Data de naixement: 21 de gener de 1933.
- Nacionalitat:  Israel
- Professió: Pilot de transport contractat per EI AI des del 2 d'agost de 1964.
- Última revisió mèdica: 7 de juny de 1992. Ha de portar ulleres durant l'exercici del seu treball. Llicència vàlida fins al 31 de gener de 1993.
- Llicència: Israelià ATPL número 340. 20 de setembre de 1960. Última revisió l'11 d'abril de 1992. Certificat en grup A+C, Boeing 707, Boeing 747 i instruments d'aeronaus.
- Experiència de vol 25 000 hores.
- Experiència en Boeing 747: 9 500 hores, de les quals 233 durant els últims 3 mesos.[6]

### Primer oficial
- Nom : Arnon Ohad
- Data de naixement: 7 de maig de 1960.
- Nacionalitat:  Israel
- Professió: Pilot de transport contractat per EI AI des del 17 de novembre de 1991.
- Última revisió mèdica: 20 de juny de 1992. Llicència vàlida fins al 20 de juny de 1993.
- Llicència: Israelià ATPL número 2 844. 4 de novembre de 1987. Última revisió el 25 de juliol de 1992. Certificat en grup A+B+C, Boeing 707, 1a-1124, ARAVA 101, C12D, BOEING 747 I Iinstruments d'Aeronaus.
- Experiència de vol: 4 288 hores.
- Experiència a Boeing 747: 612 hores, de les quals 151 durant els últims 3 mesos.[7]

### Enginyer de vol
- Nom : Gedalya Sofer
- Data de naixement: 23 de maig de 1931.
- Nacionalitat:  Israel
- Professió: Enginyer de vol contractat per EI AI des del 19 de juny de 1955.
- Última revisió mèdica: 25 d'agost de 1992. Ha de portar ulleres correctores durant l'exercici de la seva professió. Llicència vàlida fins al 28 d'agost de 1993.
- Llicència: Llicència d'enginyer de vol israelià número 82. Concedida el 1954. Última revisió el 23 de maig de 1992. Certificat amb avions turboreactors Boeing 747 i Boeing 707.
- Experiència de vol: 26 000 hores.
- Experiència a Boeing 747: 15 000 hores, de les quals 222 durant els últims 3 mesos.[7]

## Víctimes mortals
El nombre de víctimes es va estimar en un principi entre 100 i 200; finalment van ser 43, gràcies a que l'avió era de càrrega i a que la majoria dels residents no havien arribat a les seves llars a l'hora de l'accident. S'ha especulat que el nombre de víctimes podia ésser més gran, perquè es pensava que l'edifici estava habitat també per residents il·legals no registrats els cossos dels quals podrien haver-se calcinat completament perquè amb la combustió del querosè i la càrrega de l'aparell es van assolir temperatures de l'ordre d'1100 °C (2 010 °F). Tanmateix, una recerca per part del govern va concloure que el nombre de cossos trobats entre els enderrocs coincidia més o menys amb el nombre de desapareguts, per la qual cosa no hi havia raons per sospitar que les víctimes haguessin estat més de 43 persones.

## Ferits i afectats
Un any després de l'incident gran part de les persones que van estar d'algun mode en contacte amb la tragèdia -familiars, veïns, equips de rescat- havien presentat seqüeles que van requerir l'atenció d'un psicòleg, combinades amb altres malalties físiques. Els símptomes més freqüents van ser: malalties respiratòries, impotència, insomni, problemes estomacals i dolor o malestar general. El 67% dels afectats es trobava afectat amb mycoplasma i patia de malalties similars als de la Síndrome de fatiga crònica.
Funcionaris neerlandesos dels departaments governamentals de transport i salut pública van afirmar que en el moment de l'accident la càrrega de l'avió no contenia perill per a la salut. Els Borst, ministre de Salut Pública, va afirmar que geen extreem giftige, zeer gevaarlijke of radioactieve stoffen ("cap material molt tòxic, molt perillós o radioactiu") era a bord de l'avió. Tanmateix, a l'octubre de 1993, la recerca sobre l'energia nuclear, Fundació Laka, va informar que la cua de l'avió contenia 282 quilograms (620 lliures) d'urani empobrit per equilibrar el centre de gravetat de l'aparell, igual que tots els avions Boeing 747 en el moment. Dada que no va ser coneguda durant el rescat i la recuperació de les restes de l'avió.

## Converses en la cabina
Aquest tipus d'avions compta amb un gravador de veus de cabina (CVR), el qual grava les converses succeïdes en la cabina de l'avió. A continuació es transcriuen els últims moments abans de l'accident.
- 19:28:09 El Al 1862: El Al 1862, mayday, mayday, tenim una emergència.
- 19:28:00 CONTROLADOR: El Al 1862, d'acord. Desviï's, KM237, girant a l'esquerra cap a 090.
- 19:28:06 CONTROLADOR: El Al 1862, vols tornar a Schiphol?
- 19:28:09 El Al 1862: Sí, mayday, mayday, mayday.
- 19:28:11 CONTROLADOR: Giri a la dreta cap a dos sis zero, tens camp... darrere teu, eh .... a sud-oest, eh .... a un amb vuit milles de distància.
- 19:28:17 El Al 1862: D'acord, tenim foc al motor número tres, tenim foc al motor número tres.
- 19:28:22 CONTROLADOR: D'acord, situïn-se en dos set zero a favor del vent.
- 19:28:24 El Al 1862: Dos set zero a favor del vent.
- 19:28:31 CONTROLADOR: Vent de 21 nusos de velocitat en la superfície 040.
- 19:28:35 El Al 1862: D'acord.
- 19:28:45 El Al 1862: El Al, u vuit sis dos, hem perdut el motor número tres i el número quatre, el número tres i el número quatre.
- 19:28:50 CONTROLADOR: D'acord, u vuit sis dos.
- 19:31:41 El Al 1862: El Al, u vuit sis dos, perdem altitud
- 19:32:12 El Al 1862: El Al, u vuit sis dos, l'avió s'escora

- 19:34:58 CONTROLADOR: El Al, u vuit sis dos, continuar baixant fins a mil cinc-cents peus... mil cinc-cents.
- 19:35:03 El Al 1862: Mil cinc-cents i tenim un problema de control.
- 19:35:06 CONTROLADOR: Vostè té un problema de control, no és així, Roger.
- 19:35:25 El Al 1862: Caient... eh... u vuit sis dos, caient, caient, caient -al fons se sent en hebreu: puja tots els flaps, tots els flaps a dalt, baixa el tren d'aterratge-.[11]

## El pylon
El pylon és l'estructura que subjecta el motor als punts d'ancoratge de l'ala. El pylon del Boeing 747-258F se subjecta mitjançant quatre ancoratges a l'ala: un davanter, un altre posterior i dos en mig. Com els punts d'ancoratge davanters i posteriors tenen un braç allargador, en total es conten sis punts d'enganxament amb uns passadors, també nomenats «fuse pin». Els fusi pin estan dissenyats perquè donat el cas que el motor pateixi una càrrega excessiva, com per exemple un aterratge forçós, l'estructura falli en ells. Això, en teoria, garantiria que el motor es desprengués de manera segura de l'ala sense danyar la resta de l'estructura. En aquest cas, això no va succeir així, perquè el pylon es va desprendre, causant greus danys a la resta de l'ala. El tipus d'acoblament consisteix en un orelló femella i un altre mascle a través de la que es fa passar el passador que resisteix els esforços tallants.

## Conclusions i mesures adoptades
Després d'aquest accident i d'altres dos succeïts en circumstàncies similars el vol 358 de la Xina Airlines i el de vol 46E de Japan Airlines, la idea de procurar un despreniment "net" dels motors en cas de fallida estructural ha estat abandonada. Als tres accidents, es va separar un motor causant greus danys a l'aparell: al caire d'atac, als sistemes hidràulics i pneumàtics, als controls, i també en aquest i en el de la Xina Airlines es va provocar la pèrdua de l'altre motor. La nova idea és que no sigui possible el despreniment dels motors. L'única circumstància que es contempla és la fallida en cas d'aterratge brusc, on es procura que el motor no faci malbé els dipòsits de combustible situats a l'ala. La primera mesura presa sota aquest concepte ha estat la de tornar a dissenyar els passadors dels ancoratges, eliminant la secció feble de l'àrea més petita. A més a més, el mateix passador es fabrica ara en acer inoxidable altament resistent a la corrosió i a la fatiga. Així, s'espera endarrerir l'aparició de la fallida a la fatiga. Tot el programa del pylon ha hagut de ser revisat sota el concepte de fallida segura i resistència enfront de la corrosió i a la fatiga. Si en aquest cas del vol 1862 EL AL, les inspeccions haguessin funcionat adecuadament es podria haver detectat les esquerdes a temps i així haver evitat l'accident. També s'ha tornat a dissenyar completament el sistema de suport del pylon, afegint-li dos ancoratges més a la zona central. A la il·lustració, podem veure un esquema dels dos nous ancoratges que han estat afegits en aquesta zona.